# 港式炒飯
港式炒飯，又名香港炒飯（英語：Hong Kong Fried Rice）是一種以香港命名的炒飯，其來源已不可考，雖然這款炒飯名為香港，但在香港當地的一般食肆，包括酒樓、茶餐廳及大牌檔，都沒有名為「港式炒飯」的食品供應，而在香港以外的地區，此款炒飯卻常見於供應亞洲菜的食店，如在台灣巷弄裡的小店，在深圳及廣州的大街食店，東南亞的馬來西亞及新加坡，屬於西方國家如美加及澳紐的餐館，以至在南亞的印度，都可找到「港式炒飯」或「香港炒飯」的蹤影。

## 特點

### 用料分別
港式炒飯有點類似揚州炒飯，常會在炒飯加入雞蛋及蝦仁，也會用上叉燒，有的則使用切片的火腿或香腸。有稱港式炒飯和廣式炒飯是一樣的東西，亦有持相反的意見，而港式炒飯在用料上與廣東的揚州炒飯類似，都是同樣沒有固定的標準，但海鮮除使用蝦仁外，也有食譜加入魷魚，部分食譜會加入揚州炒飯所沒有的菠蘿。在部分地區的港式炒飯會用上番茄醬或辣椒醬，外觀與源自香港的西炒飯相似。

### 炒飯方法
飲食界有一種說法指「港式炒飯」應該是一種製作炒飯的方式，香港廚師稱這炒飯方式為「金鑲銀」。中國傳統的蛋炒飯都是把飯和蛋混在一起炒。不過，香港大廚的炒飯方式卻會先行把雞蛋打發，當米飯炒成金黃色後，再下蛋漿，速度不可太快，蛋漿要如筷子般粗倒入鑊中的米飯，同時要快手炒飯，使飯粒接住蛋漿，令蛋漿能夠包住飯粒，炒出來的飯每一粒都是金黃色的，賣相極佳。